# كيث بيسل
كيث بيسل هو موزع وملحن كندي، ولد في 12 فبراير 1912 في ميافورد في كندا، وتوفي في 9 مايو 1992 في نيوماركت في كندا.